# Марті Балін
Марті Балін (англ. Marty Balin; справжнє ім'я Мартін Джерел Бухвальд (англ. Martyn Jerel Buchwald); 30 січня 1942 — 27 вересня 2018) — американський співак, автор пісень, музикант, найбільш відомий як засновник і один з вокалістів та авторів пісень гуртів Jefferson Airplane та Jefferson Starship.

## Раннє життя
Балін при народженні мав ім'я Мартін Джерел Бухвальд. Він народився в Цинциннаті, штат Огайо у Катаріни Євгенії «Жан» (до шлюбу Толбот) та Джозефа Бухвальда. Його дідусі тиа бабусі батьки емігрували зі Східної Європи. Його батько був євреєм, а мати належала до Єпископальної церкви.[джерело?] Бухвальд навчався у Вашингтонській вищій школі в Сан-Франциско, штат Каліфорнія.

## Кар'єра

### Початок музичної творчості
У 1962 році Бухвальд змінив своє ім'я на Марті Балін, і записувати музику з Records Challenge, випустивши сингли «Ніхто, крім вас» та «Я спеціалізуюсь на любові». До 1964 року Балін очолив квартет народної музики «The Town Criers».

### Jefferson Airplane
Балін у 1965 році заснував гурт «Jefferson Airplane» (Літак Джефферсона). До 1971 року також був одним із провідних вокалістів та авторів пісень гурту. У 1966—1971 роках Балін виступав спів-вокалістом разом із Грейсом Сліком та ритм-гітаристом Полом Кантнером.[джерело?]
Балін писав пісні, що були пронизані романтичним, попсовим ритмом, який був нетиповий для групи з характерними вилазками в психоделічний рок включаючи  «Comin 'Back to Me» (фолк-рок-балада, яку пізніше грали Річі Гевенс та Ріки Лі Джонс.
Балін грав з гуртом Jefferson Airplane на Монтерей поп-фестивалі в 1967 році та на фестивалі Вудсток в 1969 році.
Балін залишався активним рок-музикантом у районі затоки Сан-Франциско. Він підготував та спродюсував альбом для сектету «Grootna» у Берклі, перш ніж приєднався до фанк-флективного хард-рок-ансамблю «Bodacious DF», як вокаліст їх одноіменного дебютного альбому 1973. Наступного року Кантнер запросив Баліна написати пісню для свого нового гурту Jefferson Starship. Разом, вони написали рок-баладу «Кароліна», яка увійшла до альбому Dragon Fly. Пісні альбому виконував Балін, як запрошений вокаліст.

### Jefferson Starship
У 1975 році він остаточно приєднався до гурту Jefferson Starship, який він допомагав створювати. Протягом наступних трьох років, він співав чи не всі пісні гурту, чотири з яких входили до 20-х кращих пісень, включаючи «Miracles» (3-тє місце), «With Your Love» (12-те), «Count on Me» (8-ме), а також «Runaway» (12-те). Врешті решт, відносини Баліна з цтм гуртом стали обтяжуватись міжособистісними проблемами, включаючи давній алкоголізм Сліка та його власне небажання до живих виступів. Він різко покинув гурт у жовтні 1978 року незабаром після уходу Сліка з гурту.

### Сольні роботи та проєкти возз'єднання
У 1979 році Балін випустив рок-оперу під назвою Камінь правосуддя (англ. Rock Justice) про рок-зірку, що опинилась у в'язниці за те, що він не  встигнув випустити хіт для своєї звукозаписувальної компанії.
Балін продовжив свої сольні виступи і в 1981 році випустив свій перший сольний альбом, Балін, з двома піснями Джессі Бариш, який увійшов до ТОП-40, зокрема хітами «Hearts» (№ 8) та «Atlanta Lady (Something About Your Love)» (№ 27). Це було в 1983 році, коли був записаний другий сольний альбом Lucky, поряд з японським EP, зробленим EMI («There's No Shoulder»). Втім контракт Баліна з EMI незабаром закінчився.
У 1985 році він співпрацював з Полом Кантнером та Джеком Касаді, щоби сформувати гурт KBC Band. [джерело?] Після розпаду гурту KBC гастролював з гуртом Jefferson Airplane, записавши в 1989 році альбом.
Балін мав намір записати вокал на двох треках альбому Jefferson's Tree of Liberty гурту «Jefferson Starship». Однак його гастрольний графік не співпадав із записами на студії.
2 липня 2007 року музично-видавнича фірма Bicycle Music, Inc. оголосила про те, що вона зацікавилася піснями, написаними або виконаними Баліном, включаючи хіти з його днів з гуртами Jefferson Airplane та Jefferson Starship.

## Нагороди
Балін, разом з іншими членами гуртами Jefferson Airplane / Starship bands, був занесений до Зал Слави рок-н-ролу у 1996 році. Як член гурту Jefferson Airplane, він був удостоєний премії Греммі за досягнення в галузі звукозапису в 2016 році.

## Особисте життя
Балін насолоджувався живописом усе свого життя. Він написав багато найвпливовіших музикантів останньої половини ХХ століття. Ательє Марті Баліна розташоване в 130 King Fine Art у Сент-Августині, штат Флорида.
Балін жив у Флориді та Сан-Франциско з дружиною Сьюзен Джой Балін (до шлюбу Фінкельштайн). Разом вони виховували доньок Баліну Дженніфер Едвардс і Делані Балін, а також Сьюзані Ребеку Геєру та Морію Геєру.
Під час туру в березні 2016 року його доправили до лікарні Mount Sinai Beth Israel Hospital у Нью-Йорку після скарги на болі в грудях. Після перенесеної операції на серці перевели до відділення інтенсивної терапії, щоб відновитися. У подальшому позові Балін стверджував, що зневажливий і неналежний догляд у лікарні призвів до паралізації голосових зв'язок, втрати великого пальця лівої руки, появи пролежнів та враження нирок.

## Смерть
Балін помер 27 вересня 2018 року, у віці 76 років.

## Дискографія
| - Balin (1981) - Lucky (1983) - There's No Shoulder (1983) (EP, Japan only) - Better Generation (1991) - Freedom Flight (1997) - Marty Balin Greatest Hits (1999) (нові записи) - Marty Balin (2003) - Nashville Sessions (2008) - Time For Every Season (2009) - Blue Highway (2010) - The Witcher (2011) - Good Memories (2015) - The Greatest Love (2016) | з Bodacious DF - Bodacious DF (1973) з KBC Band - KBC Band (1986) compilations - Balince (1990) - Wish I Were (1995) (Europe only) - Mercy of the Moon: The Best of Marty Balin (2009) - Nothin' 2 Lose: The Lost Studio Recordings (2009) - 415 Music: Rare Studio & Live Recordings 1980-82 (2011) |

### Сольні сингли
| Рік  | Назва                           | Пік графік позиції | Пік графік позиції | Пік графік позиції | Лейбл          | Сторони А та Б           | Альбом    |
| Рік  | Назва                           | Нам                | Змінного струму    | Рок                | Лейбл          | Сторони А та Б           | Альбом    |
| ---- | ------------------------------- | ------------------ | ------------------ | ------------------ | -------------- | ------------------------ | --------- |
| 1962 | «Ніхто, крім тебе»              | —                  | —                  | —                  | Виклик Записів | «Ви Зробили Мені Впасти» |           |
| 1962 | «Ти один»                       | —                  | —                  | —                  | Виклик Записів | «Я займаюся любов'ю»     |           |
| 1981 | «Серця»                         | 8                  | 9                  | 20                 | Емі Америка    | «Автострада»             | Балін     |
| 1981 | «Атланта Леді (Щось Про Любов)» | 27                 | 11                 | —                  | Емі Америка    | «Лідія!»                 | Балін     |
| 1983 | «Що Таке Любов»                 | 63                 | —                  | —                  | Емі Америка    | «Кам'яне серце»          | Пощастило |
| 1983 | «Зроби це заради любові»        | 102                | 17                 | —                  | Емі Америка    | «Ти Назавжди»            | Пощастило |

Інші виступи
| Рік  | Альбом/сингл          | Художник                 | Коментар                                       |
| ---- | --------------------- | ------------------------ | ---------------------------------------------- |
| 1972 | Grootna               | Grootna                  | продюсер                                       |
| 1977 | Прощай Блюз           | Країна Джо Макдональд    | вокал на «кров на льоду»                       |
| 1978 | Джессі Бэриш          | Джессі Бэриш             | продюсер, вокал                                |
| 1980 | Взуття Меркурій       | Джессі Бэриш             | продюсер, вокал                                |
| 1980 | Рок Юстиції           | Різні художники          | продюсер, співавтор сценарію                   |
| 1993 | Кораблі в лісі        | Керрі Карні              | вокал на «Люби мене повільно»                  |
| 1994 | Тоді І Зараз, Тому. 1 | Різні художники          | вокал на «не секрет» & «Літо Любові»           |
| 1994 | Тоді І Зараз, Тому. 2 | Різні художники          | вокал і гітара «завжди завтра» & «Літо Любові» |
| 2010 | «Літній Дощ»          | Брайан Кріс Група        | камео в кліпі                                  |
| 2011 | «На Сонці»            | Виробники серцем і душею | вокал                                          |
| 2011 | «Ходімо»              | Виробники серцем і душею | вокал                                          |